# Kokorino (Buriacja)
Kokorino (ros. Кокорино) – wieś w Rosji, w Buriacji, w rejonie iwołgińskim. W 2021 liczyła 819 mieszkańców.